# El Ortigal
El Ortigal es un barrio del municipio de San Cristóbal de La Laguna, en la isla de Tenerife —Canarias, España—.
Administrativamente se incluye en la Zona 4 del municipio.

## Características
Se encuentra situado a unos 8 kilómetros al oeste del centro municipal, a una altitud media de 732 m s. n. m.
Se trata de un barrio de paisaje agrícola, con las viviendas dispuestas a lo largo de la carretera general, distinguiéndose los núcleos de Ortigal Alto y Ortigal Bajo.
Este barrio cuenta con una iglesia, una plaza pública, un parque infantil y con el Centro Cultural La Milagrosa.

## Demografía
| Año        | 2000  | 2001  | 2002  | 2003  | 2004  | 2005  | 2006  | 2007  | 2008  | 2009  | 2010  | 2011  | 2012  | 2013  | 2014  |
| ---------- | ----- | ----- | ----- | ----- | ----- | ----- | ----- | ----- | ----- | ----- | ----- | ----- | ----- | ----- | ----- |
| Habitantes | 1.326 | 1.371 | 1.362 | 1.361 | 1.382 | 1.419 | 1.449 | 1.462 | 1.527 | 1.566 | 1.611 | 1.689 | 1.686 | 1.709 | 1.718 |

## Comunicaciones
Se llega al barrio principalmente a través del Camino La Cañada TF-237.

### Transporte público
En autobús —guagua— queda conectado mediante la siguiente línea de TITSA: 
| Línea | Trayecto                             | Recorrido     |
| ----- | ------------------------------------ | ------------- |
| 054   | La Laguna - Ravelo (por Agua García) | Horario/Línea |